# Trofeu Individual Bancaixa de 2007
El Trofeu Individual Bancaixa de 2007 és la XXII edició del Trofeu Individual Bancaixa de la modalitat d'Escala i corda de la pilota valenciana.

## Pilotaires[calcitació]

### Des de la fase prèvia
- Colau de La Pobla de Vallbona
- Pedro de València
- Soro III de Massamagrell
- Víctor de València

### Des de Quarts de final
- Álvaro de Faura
- Genovés II de el Genovés
- Grau de València
- León de el Genovés
- Miguel de Petrer
- Núñez de el Genovés

#### Feridors
- Miguelín de València, per a Álvaro.
- Oltra de el Genovés, per a Genovés II.
- Pedrito de València, per a Miguel.
- Tino de València, per a Grau.

## Partides

### Fase prèvia[calcitació]
| Data     | Trinquet                         | Roig     | Blau   | Resultat |
| -------- | -------------------------------- | -------- | ------ | -------- |
| 22/05/07 | Trinquet Tio Pena (Massamagrell) | Soro III | Víctor | 35-60    |
| 25/05/07 | Sueca                            | Pedro    | Colau  | 45-60    |